# Флаг Бахрейна
Флаг Бахре́йна (араб. علم البحرين‎) — официальный символ государства Бахрейн. Ныне действующий флаг утверждён 17 февраля 2002 года.
Флаг представляет собой полотнище красного цвета с белой вертикальной полосой у древка, с правой стороны ограниченной зигзагом. Пропорция 3:5.

## История
Изначально флаг Бахрейна был красный, как напоминание о цветах мусульманской секты Хариджитов. В 1820 году, когда было достигнуто соглашение с Великобританией, на флаге появилась белая вертикальная полоса у основания, символизирующая перемирие. В 1933 году, для того, чтобы флаг можно было отличить от похожих на него флагов региона, вводится белая полоса, ограниченная зигзагом. На суше используется как государственный, гражданский и военный флаг, на море — как гражданский и военный флаг.
С 2002 года флаг стал изображаться с пятью белыми треугольниками, которые символизируют пять столпов ислама.

## Галерея
- Исторические флаги Бахрейна
- до 1820 года
- 1820—1932
- 1932 — 19.08.1972
- 19.08.1972 — 17.02.2002